# Pfaffenturm (Aken)

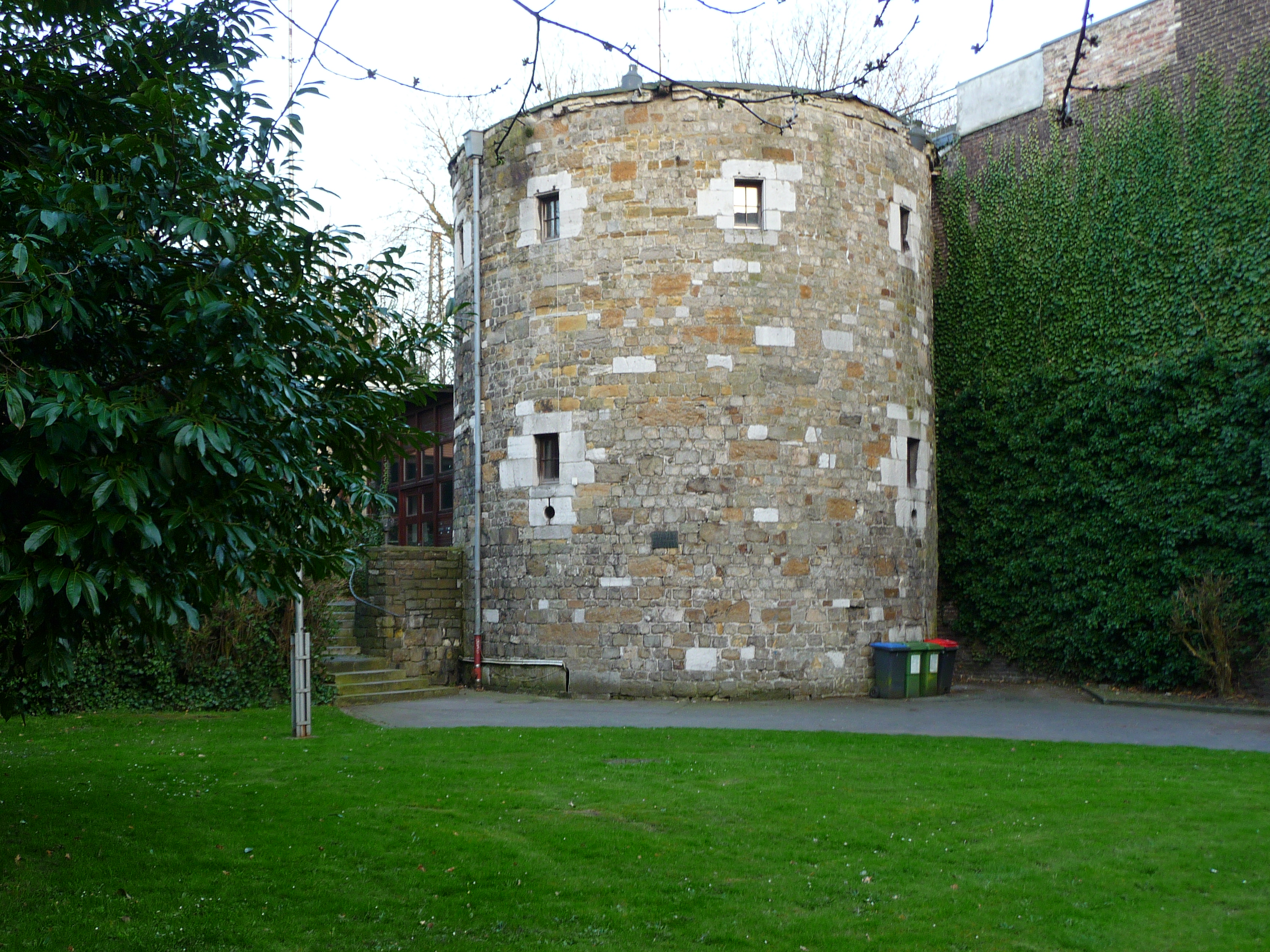
De Pfaffenturm

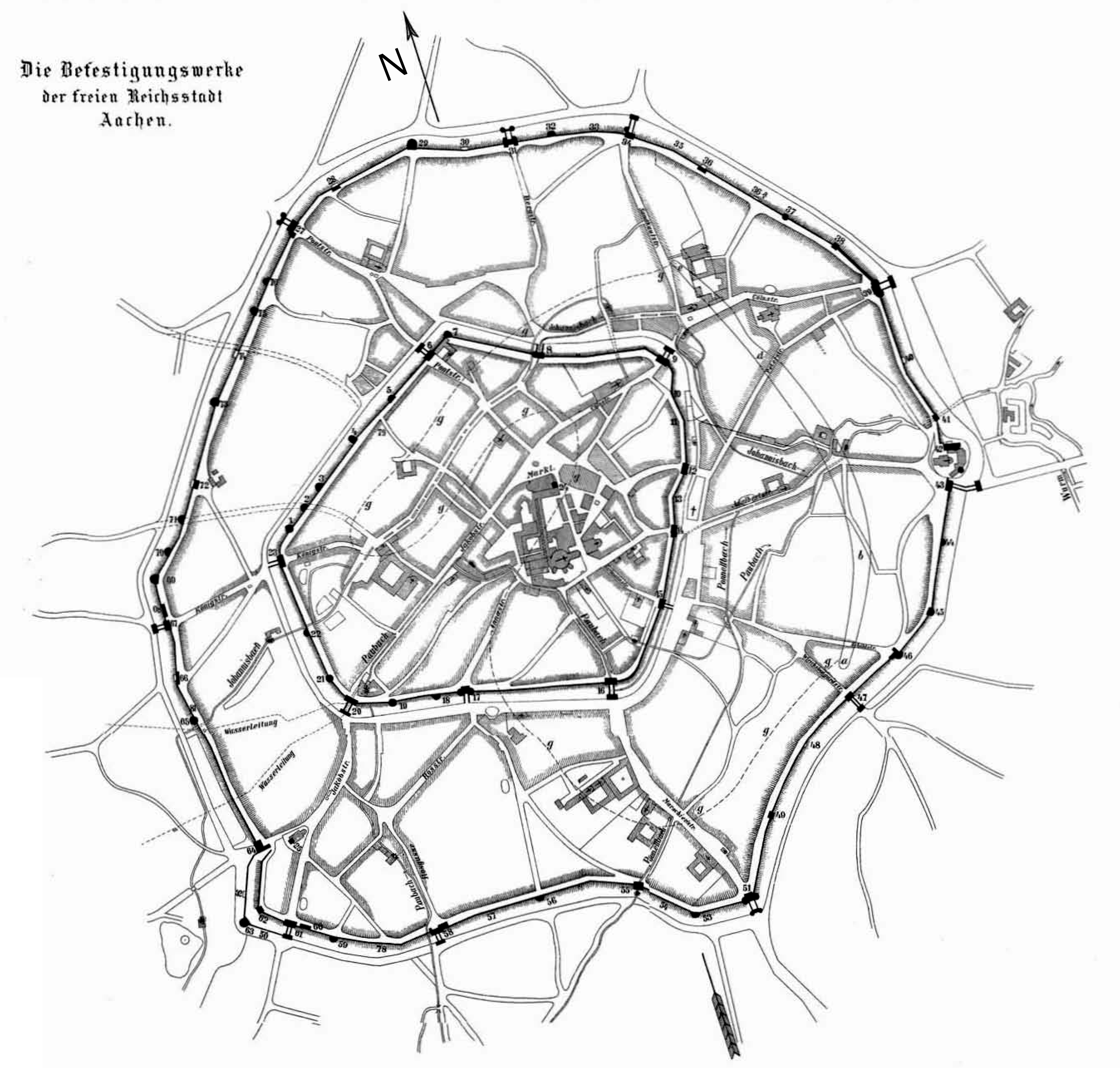
Overzicht van de vestingwerken in Aken. Nummer 65 is de Pfaffenturm.

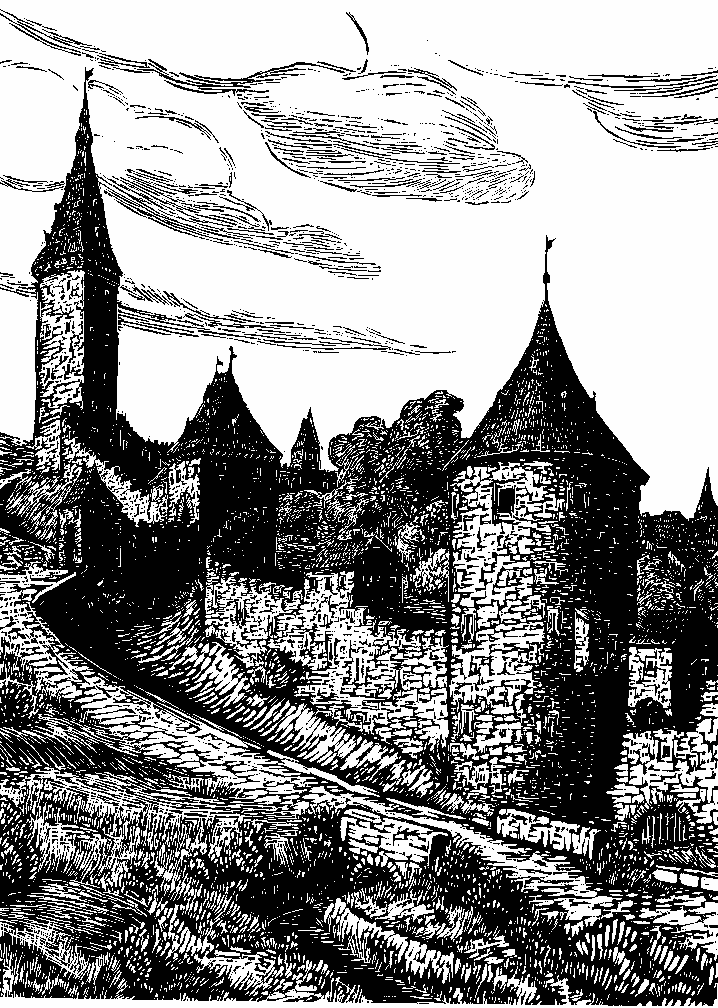
Pfaffenturm (rechts) in vermoedelijk 18e eeuw, links de Königstor en de Langer Turm, houtsnede van K. J. Gollrad

De Pfaffenturm (ook Suylisturm genoemd) was een weertoren gebouwd in de 15e eeuw en maakte deel uit van de tussen 1300 en 1350 gebouwde buitenste stadsmuren van de Duitse stad Aken. De waltoren bestaat nog steeds.

## Locatie
De Pfaffenturm staat tegenwoordig nabij de kruising van de Lochnerstraße met de Junkerstraße. In de buitenring stond hij in het westzuidwesten als de enige toren tussen de Junkerstor in het zuiden en de Königstor in het noorden.
Onmiddellijk ten zuiden van de Pfaffenturm stroomde de Johannisbach, ook wel Suylisbach genoemd, onder de stadsmuur door de stad in, en vulde bergafwaarts in de richting van de Jakobstor de stadsgracht met water. Van deze beek is de benaming Suylisturm afgeleid. De doorvloeiopening van de beek was met sterke ijzeren staven beveiligd en boven de doorstroomdoorgang van de beek bevond zich een weererker, door de bodemluiken (mezekouwen) konden steenbrokken geworpen worden om de doorstroom tegen indringers te verdedigen. Tussen de Pfaffenturm en de Königstor bevond zich ook de enige bekende erker van de Akense stadsmuren met een eigennaam: de Wandlaus.

## Geschiedenis
De Pfaffenturm werd relatief laat gebouwd tussen 1442 en 1456. De benaming Pfaffenturm kreeg hij, omdat de geestelijke van het Münsterstift voor de bezoldiging en de verzorging van de weermanschappen van deze weertoren betaald hadden.
Tegenwoordig wordt de toren door de studentenvereniging K.D.St.V. Ripuaria Aachen gebruikt.

## Beschrijving
De Pfaffenturm was de enige volledig ronde toren (zonder afvlakking) van de buitenste stadsmuren. Ongeveer drie kwart van de omvang lag buiten de stadsmuur in de stadsgracht, ongeveer een kwart lag binnen de stadsmuur. De huidige twee verdiepingen tellende toren heeft een doorsnede van 9 meter en een hoogte van 8,65 meter. Oorspronkelijk had de toren drie verdiepingen en een kegeldak.
De twee onderste verdiepingen hadden schietgaten voor boogschutters en kruisboogschutters. De bovenste verdieping daarentegen had bredere schietluiken, die door houten deurtjes gesloten konden worden, waarachter geschut geplaatst was zoals de ballista. Tegenwoordig zijn de schietgaten en -luiken door vensters vervangen.
Door het cirkelronde grondvlak en het voorhanden zijn van schietgaten en -luiken, ook in de richting van de stad, was het mogelijk om de toren naar alle kanten te verdedigen. Dat laat concluderen dat de weertoren ook als vluchtburcht gebruikt werd als de indringers reeds in de stad waren.